# Lucenay-l'Évêque
Lucenay-l'Évêque è un comune francese di 396 abitanti situato nel dipartimento della Saona e Loira nella regione della Borgogna-Franca Contea.

## Società

### Evoluzione demografica
Abitanti censiti